# Saraj
För andra betydelser, se Saraj (olika betydelser).

Gyllene hordens område 1389. Saraj är utmärkt med en stjärna.

Saraj var Gyllene hordens huvudsäte i Ryssland. Den uppfördes av Batu khan och gjordes av dennes broder Berke till huvudstad. Saraj förstördes 1480 av ryssarna. Dess vidsträckta ruinfält ligger vid staden Zarev i Astrachan oblast, öster om Volgas nedersta knä.